# 미국의 부정부패
미국의 부정부패는 미국 정부에서 공무원이 사적인 이득을 위해 정치적 권력을 남용하는 행위이며, 일반적으로 뇌물 또는 기타 방법을 통해 이루어진다. 미국의 부정부패는 오랫동안 정치적 문제였으며, 잭슨 시대와 도금 시대에 정점을 찍은 후 진보 시대의 개혁으로 감소했다.
2025년 현재 국제 투명성 기구의 2024년 부패 인식 지수에 따르면, 미국은 0점("매우 부패")부터 100점("매우 청렴")까지의 척도에서 65점을 받았다. 순위별로 보면, 미국은 지수 180개국 중 28위를 차지했으며, 1위 국가는 공공 부문이 가장 정직하다고 인식된다.

## 역사

### 18세기
미국의 부정부패는 건국 초기로 거슬러 올라간다. 미국 독립 혁명은 부분적으로 영국 군주제의 인식된 부패에 대한 반응이었다. 권력 분립은 책임성을 가능하게 하기 위해 발전했다. 결사의 자유 또한 이러한 목적을 달성하여 시민들이 정부와 독립적으로 조직할 수 있도록 했다. 이는 당시 모든 협회와 경제 활동이 정부에 의해 암묵적으로 관리되던 일부 유럽 강대국과는 대조적이었다.
제1차 미국 의회 동안 재무장관 알렉산더 해밀턴은 세금, 관세, 부채, 그리고 국립은행을 포함하는 몇 가지 새로운 경제 이니셔티브를 제안했다. 이 제안들이 부패로 이어질 것이라는 우려가 커지면서 이를 반대하기 위해 민주공화당이 결성되었다.

### 19세기
부정부패는 1824년 미국 대통령 선거에서 앤드루 잭슨이 반부패 후보로 출마하면서 미국 정치의 주요 주제로 다시 부상했다. 이 문제는 잭슨의 승리를 막은 논란의 여지가 있는 선거 결과인 타협 협정으로 인해 더욱 악화되었다. 다음 선거에서 잭슨이 승리한 후, 은행 전쟁에 대한 분쟁이 다시 부정부패 문제와 관련이 있게 되었다.
주 정부에서는 당국이 새로운 기업의 설립을 승인하기 위해 기업 헌장을 승인했다. 이는 부패 가능성 때문에 일부 저항에 부딪혔다. 비록 일반적으로 주의 경제 발전을 촉진하는 방식으로 사용되었지만, 정치적 동맹에게 특혜를 주는 헌장이 발급된 사례도 있었다. 예를 들어, 앨버니 리젠시는 정치적 및 재정적 지원의 대가로 은행 헌장을 승인했다. 이 문제는 1840년대에 걸쳐 주 정부가 법인 설립 절차를 표준화하면서 결국 해결되었다.
도금 시대는 미국의 번영과 성장이 증가한 시기였다. 이러한 성장은 정부와 기업에서 부정부패와 뇌물이 그에 비례하여 증가하는 결과를 낳았다. 주요 쟁점은 정치적 지원의 대가로 공무원직을 주는 엽관제였다. 이 문제는 공무원 개혁으로 해결되었다.
도금 시대의 율리시스 S. 그랜트 대통령직은 부패 사례로 얼룩져 있었다. 그랜트는 정치 경험 없이 당선되었고, 정부 구성원들을 통제하거나 규제할 능력이 거의 없어 그들은 그의 경험 부족을 악용했다. 주목할 만한 사례로는 위스키 링, 스타 루트 스캔들, 거래소 스캔들이 있다. 크레딧 모빌리에 스캔들 또한 이 시기에 대중에게 알려졌다.
또한 태머니 홀과 같은 정치 조직과 보스 트위드와 같은 그들의 지도자들은 수백만 달러의 공금을 납세자들로부터 태머니 홀 구성원들의 주머니로 빼돌린 것으로 밝혀졌다. 그들은 또한 능력 있는 사람들에게 일자리를 주기보다는 태머니 홀을 지지하는 사람들에게 일자리를 주었고, 죽은 사람, 개, 이중 등록된 사람들을 선거에서 투표하도록 등록했다.
한 연구원은 19세기 말과 20세기 초의 부유하고 산업화된 미국의 부패가 오늘날 가난한 개발도상국의 부패와 여러 면에서 유사하다고 주장한다. 정치 기계는 유권자들을 조작하여 기계에 충성하는 후보들을 권좌에 앉혔다. 공직은 돈이나 정치적 지원을 대가로 팔렸다. 사적인 이익은 특별 대우를 대가로 정부 관료들에게 뇌물을 주었다. 그러나 오늘날 많은 개발도상국과 달리 미국에는 자유 언론, 정직한 연방 사법부, 그리고 20세기 초에 부패에 대한 반작용을 이끌었던 시민 운동가들이 있었다. 또한 미국은 광범위한 빈곤과 부패에 시달리지 않았으며, 연방 정부의 행정부는 오늘날 일부 개발도상국에서 볼 수 있는 도둑정치 수준으로 타락하지 않았다.

### 20세기
진보 시대는 진보주의 운동이 주도한 미국의 반부패 열풍 시기였다. 이 기간 동안 정치 기계와 독점이 표적이 되어 해체되었다. 시어도어 루스벨트는 진보 시대의 주요 인물로, 트러스트버스팅 노력을 이끌었다.
티포트 돔 스캔들은 워런 G. 하딩 대통령직 동안 발생한 주요 부패 사례였다. 내무장관 앨버트 B. 폴은 정부 석유 비축지에 대한 접근권을 대가로 석유 회사들로부터 뇌물을 받았다. 부패가 드러난 후, 폴은 징역형을 선고받았다.
리처드 닉슨은 여러 부패 혐의의 주목할 만한 대상이었다. 1952년 부통령으로 출마하면서 닉슨은 유명한 체커스 연설을 통해 체커스라는 개 한 마리만을 선물로 받았으며, 그것을 돌려줄 의사가 없다고 선언했다. 닉슨의 대통령 재임 기간 동안 그는 워터게이트 사건에 연루되었다. 그 직전 그의 부통령 스피로 애그뉴는 탈세 유죄 판결을 받았다.
1970년대에 FBI는 의회 내 부패를 밝히기 위해 스팅 작전 코드명 앱스캠을 수행했다. 7명의 의회 의원들이 뇌물죄로 유죄 판결을 받았다. 1980년대에는 오클라호마 카운티 위원 스캔들로 인해 230명이 유죄 판결을 받았는데, 이는 미국에서 공공 부패 사건으로 유죄 판결을 받은 사람 수로는 가장 많았다.

## 현대의 부패
국제 투명성 기구의 부패 인식 지수에서 미국의 부패에 대한 인식된 저항도는 2015년 최고 점수 76점에서 2024년 65점(0점은 "매우 부패", 100점은 "매우 청렴")으로 하락했다. 2025년 초에 발표된 2024년 점수는 미국이 기록한 최저점이었다. 지역 점수와 비교하자면, 아메리카 국가들 중 최고 점수는 76점, 평균 점수는 42점, 최저 점수는 10점이었다. 전 세계 점수와 비교하자면, 2024년 부패 인식 지수에서 최고 점수는 90점(1위), 평균 점수는 43점, 최저 점수는 8점(180위)이었다.
2019년 국제 투명성 기구는 미국이 "삼권분립 체제에 대한 위협을 겪고 있다"고 밝혔으며, 포퓰리즘, 토착주의, 정치 양극화를 부패를 증가시킬 수 있는 요인으로 지적하며 "권력의 최고위층에서 윤리적 규범의 침식"을 언급했다.2024년 국제 투명성 기구는 연방 및 주 법원이 독립성 공격에 어떻게 견뎌왔는지에 대해 긍정적으로 평가했지만, 대법원의 미흡한 윤리 규정은 우려스럽다고 밝혔다.
21세기 초반, 미국은 일반적으로 낮은 수준의 부패 지수를 기록하고 일반적으로 높은 수준의 정치적 안정을 유지하는 것으로 평가되었다. FBI는 미국 내 국내외 부패를 조사하기 위한 여러 이니셔티브를 통해 미국의 부패를 조사할 책임이 있으며, 공공 부패를 "최우선 형사 수사 과제"로 인식하고 있다.
2019년 스티븐 월트는 트럼프 행정부, 대침체의 원인, 보잉 737 MAX의 실패, 2019년 대학 입학 뇌물 스캔들을 예로 들며 미국이 점점 더 부패하고 있다고 주장했다. 월트 박사는 이러한 사례들이 미국에서 부패가 증가하는 문제임을 보여주며 장기적으로 국가의 소프트 파워를 위협한다고 주장한다. 미국은 조세 피난처로 지목되어 왔다. 해외금융계좌신고법은 외국 정부가 해외 미국인 계좌를 공개하도록 요구하지만, 미국은 비미국인이 미국에서 계좌를 개설하는 것에 대한 정보를 공유할 법적 또는 기타 책임이 없다. 2016년 한 추정치에 따르면 미국 내 총 역외 자산은 8천억 달러였다.

### 대법원
대법원 판사들 사이의 윤리적 논란은 21세기에 증가했으며, 대법원의 지지율은 사상 최저치로 떨어졌다. 2023년 프로퍼블리카 보고서가 클래런스 토머스 대법관이 부동산 투자자이자 공화당 기부자인 할란 크로우로부터 신고 없이 선물을 받았다는 폭로가 있은 후 비난이 일었다. 이 선물에는 20년 동안 크로우의 개인 비행기, 슈퍼 요트, 개인 리조트를 이용한 호화 여행과 토머스 대법관의 종손의 사립학교 학비 지원이 포함되어 있었다. 크로우는 대법원에 소송에 우호적인 자를 제출한 기관의 이사회에서 활동했으며, 그의 부동산 회사인 크로우 홀딩스는 토머스 대법관이 스스로 기피하지 않은 대법원 사건 4건과 관련이 있었다. 법원은 2023년 11월 13일 첫 행동 강령을 채택했지만, 이 행동 강령은 강제 수단이 없으며 하급 연방 판사들이 준수하는 강령보다 비교적 약하다.

### 도널드 트럼프
도널드 트럼프는 역사학자들에 의해 종종 부패했다고 묘사되며, 그의 대통령 재임 기간 동안 수많은 스캔들이 있었는데, 그 중 트럼프-우크라이나 스캔들은 도널드 트럼프의 첫 탄핵 소추를 초래했다. 2020년 미국 대통령 선거에서 패배한 후, 트럼프는 증거 없이 유권자 사기를 주장하고 선거를 뒤집기 위해 정부 내 자신의 지위를 이용했으며, 이는 2021년 미국 국회의사당 습격으로 절정에 달했지만 선거를 뒤집는 데 실패했다. 대법원은 트럼프가 퇴임하자 그에 대한 소송을 기각했으며, 그가 부패 또는 사적인 거래에 관한 법률을 위반했는지 여부에 대해 판결하지 않기로 결정했다.
뉴욕 타임스는 트럼프의 두 번째 임기 시작 시점에 그의 첫 번째 임기보다 훨씬 더 많은 이해충돌이 발생했음을 발견했다. 그의 두 번째 임기 동안 트럼프의 행동은 정실주의와 그의 행정부 내에 부패 문화를 조성하는 것으로 분류되었다. 트럼프는 관례적인 윤리 서약을 서명하지 않았고 윤리를 감독하는 많은 관리들을 해고했으며 일반적으로 정부 감시 단체를 경악시켰다. 디지털 자산과 주식의 도입은 호텔 숙박이나 골프 라운드보다 훨씬 더 많은 이해충돌과 부패의 외관을 조장할 수 있다. 행정부의 첫 몇 달 동안 트럼프가 미국 역사상 어떤 대통령보다 더 많은 이해충돌과 부패를 조장했는지에 대한 논쟁이 있었다.

### 선출직 공무원의 윤리
2018년 1월 퍼블릭 시티즌 비영리 단체의 보고서에 따르면, 수십 개의 외국 정부, 특별 이익 단체, 공화당 의회 선거 캠페인 위원회가 도널드 트럼프 대통령의 재임 첫해 동안 그의 소유지에서 수십만 달러를 지출했다. 이 연구는 이들 단체가 트럼프가 대통령직을 맡고 있는 동안 그의 상업 제국이 수익을 올리도록 도움으로써 대통령의 환심을 사려 했다고 밝혔다.

제임스 트래피캔트는 2000년대 연방 정부에서 부패 혐의로 기소된 최초의 인물 중 한 명이었다. 트래피캔트는 뇌물 수수, 허위 세금 신고, 갈취, 그리고 의회 직원들에게 오하이오 농장과 워싱턴 D.C.의 하우스보트에서 잡일을 시킨 것을 포함한 10건의 중범죄 혐의로 유죄 판결을 받은 후 2002년 7월 24일 하원에서 추방되었다. 그는 징역형을 선고받았고 7년 형기를 마치고 2009년 9월 2일 석방되었다.

하원 의원 조지 산토스는 돈세탁, 전신환 사기 및 신원 도용을 포함한 수많은 부패 스캔들에 연루되었다. 그는 그 후 하원에서 추방되었고 모든 혐의에 대해 유죄를 인정했다.
2023년 9월, 뉴저지주 민주당 상원의원 밥 메넨데스는 그의 아내 나딘과 함께 부패 혐의로 기소되었다. 상원 외교 위원회 위원장을 역임한 메넨데스에게 이러한 혐의가 제기된 것은 이번이 두 번째이다. 메넨데스와 그의 아내는 뉴저지의 세 사업가와 뇌물 수수 계획에 연루된 것으로 알려졌는데, 그들은 금, 현금, 고급 차량 및 기타 여러 가지 혜택을 수십만 달러에 달하는 대가로 메넨데스가 영향력 있는 지위를 이용하여 사업가와 관련된 개인 중 한 명의 본국인 이집트 정부를 돕는 데 사용했다. 그는 모든 혐의에 대해 유죄 판결을 받았고 2025년 1월에 11년형을 선고받았다.
2024년 5월, 헨리 쿠엘라는 아제르바이잔과 멕시코 은행으로부터 약 60만 달러의 뇌물을 받은 혐의로 기소되었다.

### 독립 연방 기관
정부의 다른 기관만큼 세간의 이목을 끌지는 못했지만, 부패 사례는 독립 연방 기관의 진실성을 훼손하여 책임과 공공 자금 남용에 대한 우려를 제기했다. 이는 2012년 감사관 보고서가 사치스러운 지출을 지적한 후 드러난 총무청(GSA) 스캔들 사례에서 잘 드러난다. 2010년에 기관이 라스베이거스에서 4일간 진행된 서부 지역 회의에 82만 달러 이상을 지출한 것으로 밝혀졌다. 이 부패 스캔들로 인해 당시 GSA 청장이었던 마사 존슨이 사임하고 여러 공무원이 해고되었다. 2014년 재향군인부의 부실 관리 사례도 있다. 보고서에 따르면, 피닉스 VA 보건 시스템 및 잠재적으로 다른 시설의 재향군인들은 의료 서비스를 이용할 때 과도한 지연에 직면했다. 이 지연과 부실 관리는 일부 사망과 관련이 있다고 알려졌으며, 직원들이 성과 목표를 달성하기 위해 대기자 명단을 조작하는 것의 일부였다.

## 같이 보기
- 미국의 선거 자금
- 이해충돌
- 미국 연방 공공 부패 기소
- 부패 혐의로 유죄 판결을 받은 미국 연방 공무원 목록
- 연방 부패 혐의로 유죄 판결을 받은 미국 주 공무원 목록
- 연방 부패 혐의로 유죄 판결을 받은 미국 지방 공무원 목록

## 내용주
1. ↑  아르헨티나, 바하마, 바베이도스, 볼리비아, 브라질, 캐나다, 칠레, 콜롬비아, 코스타리카, 쿠바, 도미니카, 도미니카 공화국, 에콰도르, 엘살바도르, 그레나다, 과테말라, 가이아나, 아이티, 온두라스, 자메이카, 멕시코, 니카라과, 파나마, 파라과이, 페루, 세인트루시아, 세인트빈센트 그레나딘, 수리남, 트리니다드 토바고, 미국, 우루과이, 베네수엘라

### 참고 문헌
- Gradel, Thomas J.; Simpson, Dick (2015). 《Corrupt Illinois: Patronage, Cronyism, and Criminality》. 일리노이 대학교 출판부.

## 더 읽어보기
- Genovese, M. A; V. A Farrar-Myers (2010). 《Corruption and American Politics》. Cambria Press. ISBN 978-1-60497-638-0.
- Grossman, M. (2003). 《Political corruption in America: an encyclopedia of scandals, power, and greed》. ABC-CLIO. ISBN 978-1-57607-060-4.
- Teachout, Zephyr (2014). 《Corruption in America: From Benjamin Franklin's Snuff Box to Citizens United》. 하버드 대학교 출판부. ISBN 9780674050402.